# Fethi Bey

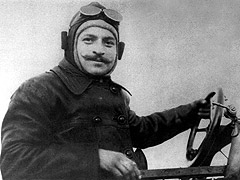
Fethi Bey

Mehmet Fethi Bey, auch bekannt als Tayyareci Fethi Bey und Yüzbaşı Fethi Bey (* 12. Juni 1887 in Istanbul; † 3. März 1914 in Tiberias) war ein türkischer Pilot. Er war der erste türkische Pilot und Offizier in der osmanischen Armee. Nach seinem Tod benannte sich ihm zu Ehren die türkische Stadt Meğri in Fethiye um. 

## Leben

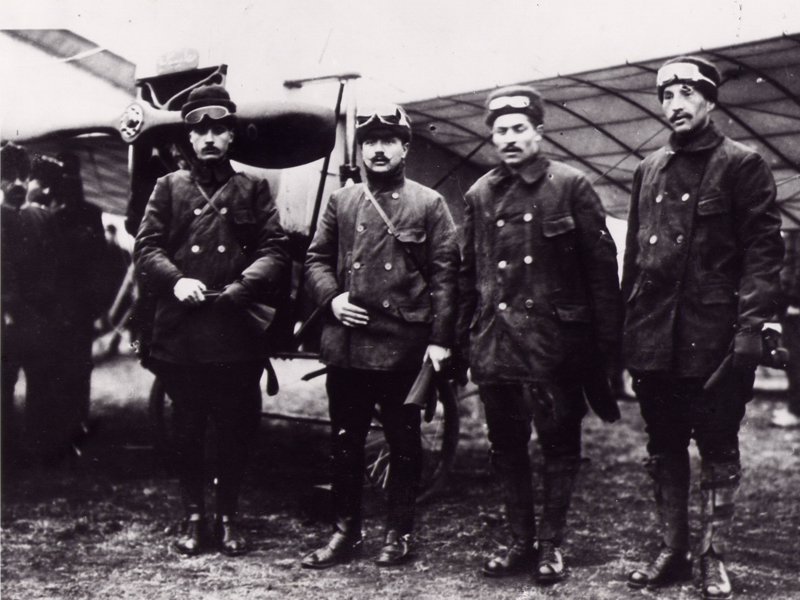
Teilnehmer des Flugprojektes Istanbul-Kairo; Von Links nach Rechts: Sadık Bey, İsmail Hakkı Bey, Fethi Bey und Nuri Bey

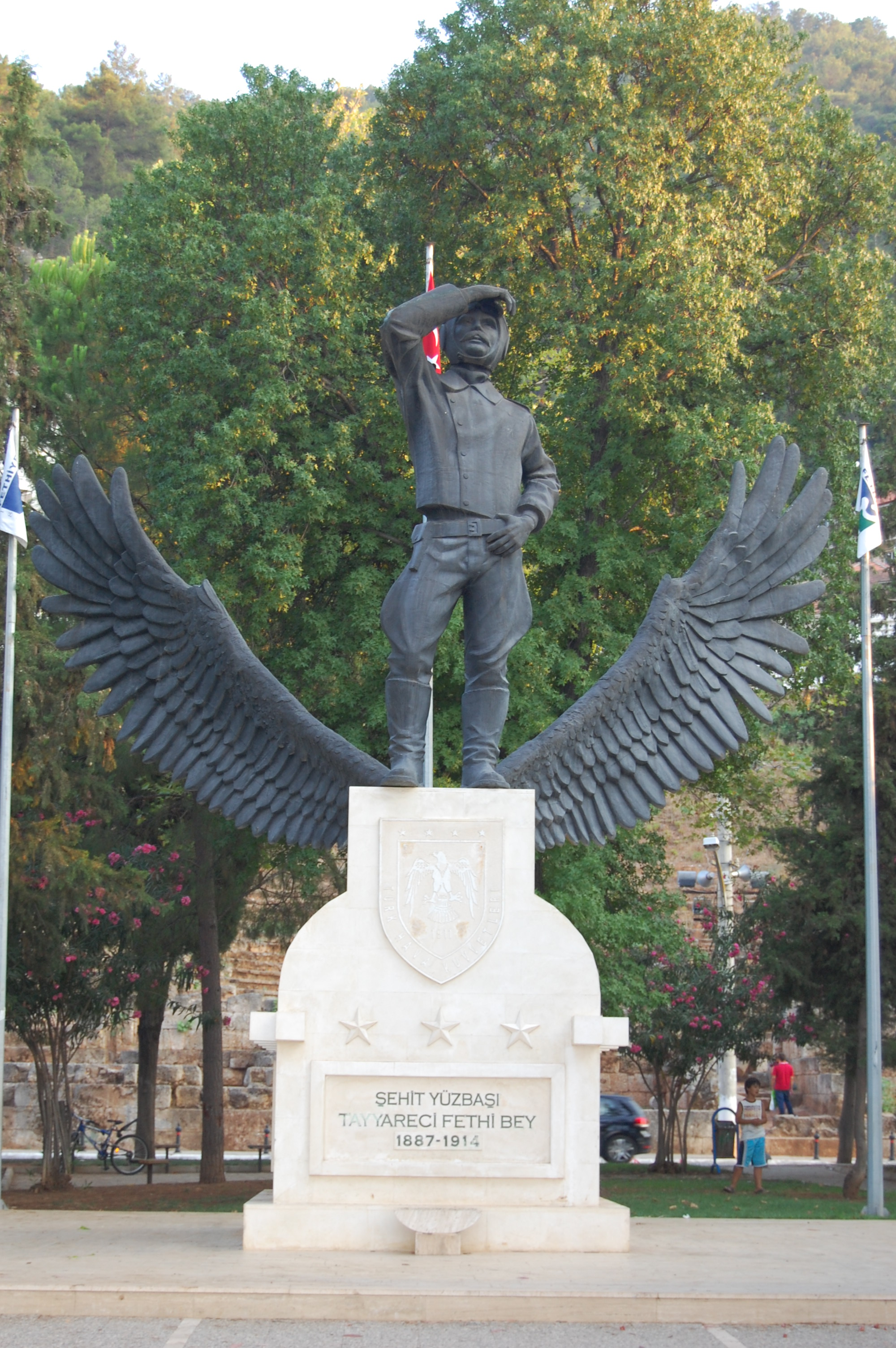
Statue von Fethi Bey am Hafen der nach ihm benannten Stadt Fethiye

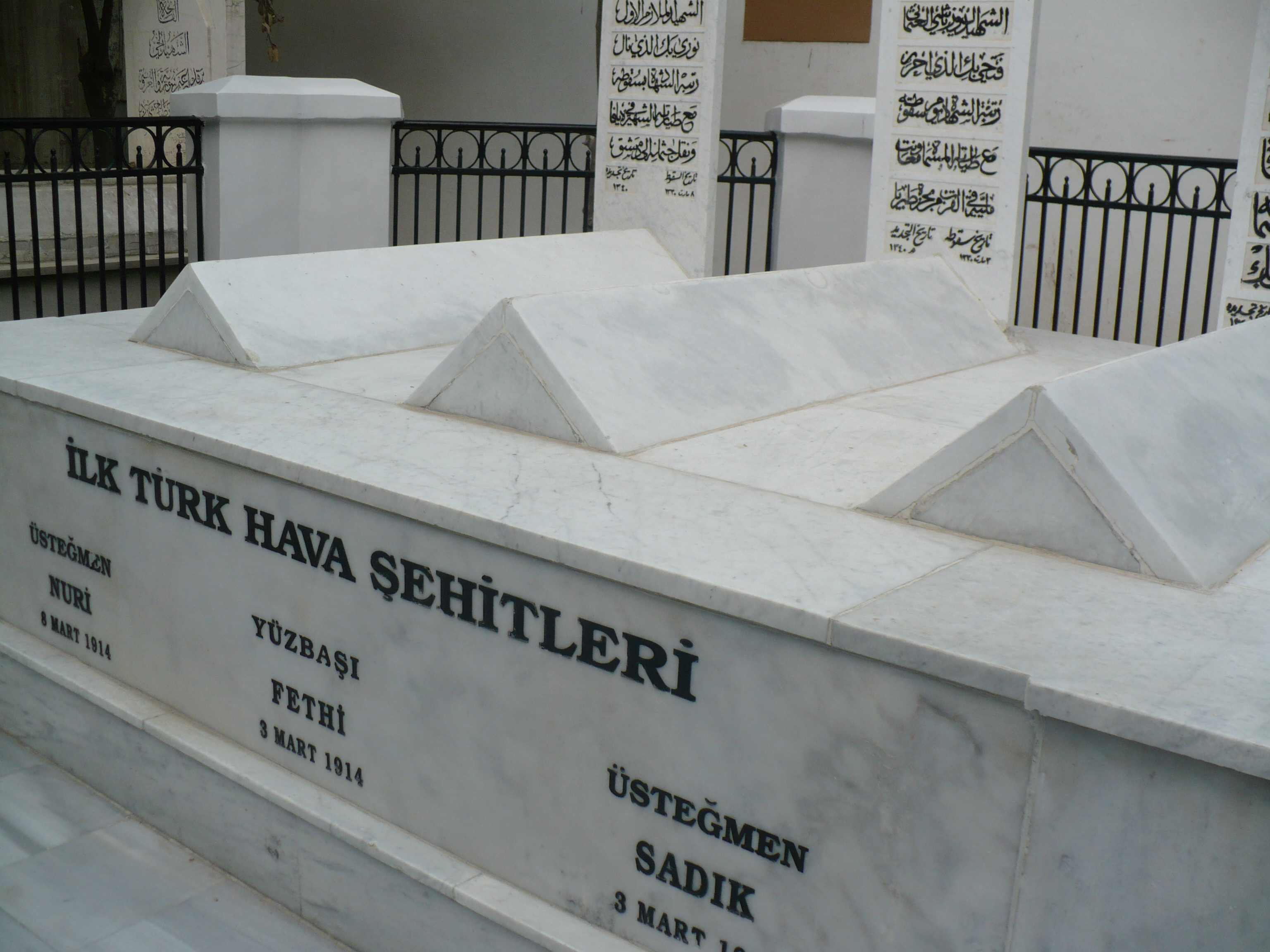
Grab im Mausoleum von Saladin, Fethi Bey wurde zusammen mit Sadık und Nuri Bey bestattet.

Fethi Bey kam in Ayazpaşa, einem Viertel des Istanbuler Stadtteils Beyoğlu, auf die Welt.
1907 beendete er seine Ausbildung an der Deniz Harp Okulu (dt. „Marineakademie“). 1911 wurde er zu Fortbildungszwecken in das Vereinigte Königreich Großbritannien und Irland geschickt. Hier besuchte er eine Flugzeugfabrik in Bristol und machte eine Schulung zum Piloten und über Luftfahrtkunde. Anschließend kehrte er in seine Heimat zurück und wurde zum Yüzbaşı, einem dem Hauptmann entsprechenden Grad, befördert. Nach seiner Heimkehr veranstaltete er in Istanbul Flugshows.
1914 kaufte die damalige Regierung für ein Prestigeprojekt den französischen Zweisitzer Blériot XI und benannte ihn in Muavenet-i Milliye (dt. nationale Unterstützung) um. Mit diesem Flugzeug sollte Fethi Bey zusammen mit seinem Aufklärer Sadık Bey von Istanbul über Konya, Ulukışla, Adana, Homs, Damaskus und İskenderiye bis nach Kairo fliegen, dabei drei Kontinente überfliegen und damit dem Osmanischen Reich Prestige bringen.
Fethi Bey schaffte es mit seinem Flugzeug bis zum Ort Şimiriye in der Nähe von Tiberias und verunglückte am 3. März 1914 mit seinem Copiloten tödlich. Damit war Fethi Bey der erste gefallene Pilot der türkischen Luftfahrt.
Am 8. März 1914, fünf Tage nach dem Unfall von Sadık und Fethi Bey, verunglückte in der Nähe von Damaskus Nuri Bey mit dem 2. Flugzeug des Projektes. Zusammen mit Sadık Bey und Nuri Bey wurde Fethi Bey im Mausoleum von Saladin in Damaskus bestattet.
Da die damalige Presse fortlaufend über den Verlauf des Projektes berichtete, hatte Fethi Bey einen hohen Bekanntheitsgrad in der Bevölkerung. Ihm zu Ehren nannte der Gründer der modernen Türkei, Mustafa Kemal Atatürk, die südtürkische Kleinstadt Meğri in Fethiye um. Dort wurde die Şehit Fethi Bey İlköğretim Okulu Grundschule nach ihm benannt. In der zweiten Hälfte des 20. Jahrhunderts wurde in Fethiye zwischen Hafen und dem Hellenistisches Theater eine 10 Meter hohe Statue von ihm aufgestellt.